# Коуп (Південна Кароліна)
Коуп (англ. Cope) — місто (англ. town) в США, в окрузі Оранджберг штату Південна Кароліна. Населення — 37 осіб (2020).

## Географія
Коуп розташований за координатами 33°22′40″ пн. ш. 81°0′29″ зх. д. / 33.37778° пн. ш. 81.00806° зх. д. (33.377744, -81.007941).  За даними Бюро перепису населення США в 2010 році місто мало площу 0,65 км², уся площа — суходіл.

## Демографія
Згідно з переписом 2010 року, у місті мешкало 77 осіб у 39 домогосподарствах у складі 20 родин. Густота населення становила 119 осіб/км².  Було 56 помешкань (87/км²).
Расовий склад населення:
| - 57,1 % — білих - 40,3 % — чорних або афроамериканців |

До двох чи більше рас належало 2,6 %. Частка іспаномовних становила 0,0 % від усіх жителів.
За віковим діапазоном населення розподілялося таким чином: 20,8 % — особи молодші 18 років, 58,4 % — особи у віці 18—64 років, 20,8 % — особи у віці 65 років та старші. Медіана віку мешканця становила 45,8 року. На 100 осіб жіночої статі у місті припадало 79,1 чоловіків;  на 100 жінок у віці від 18 років та старших — 69,4 чоловіків також старших 18 років.
За межею бідності перебувало 21,4 % осіб, у тому числі 100,0 % дітей у віці до 18 років та 50,0 % осіб у віці 65 років та старших.
Цивільне працевлаштоване населення становило 20 осіб. Основні галузі зайнятості: виробництво — 35,0 %, освіта, охорона здоров'я та соціальна допомога — 15,0 %, транспорт — 10,0 %, мистецтво, розваги та відпочинок — 10,0 %.